# La Fiancée du pirate
Pour plus de détails, voir Fiche technique et Distribution.
La Fiancée du pirate est un film français réalisé par Nelly Kaplan et sorti en 1969.

## Synopsis
L'histoire est celle de la vengeance de Marie, une pauvresse orpheline, contre l'hypocrisie et la médiocrité du village de Tellier, une localité lugubre, plongée dans les brumes et la boue de l'hiver. Le film dénonce dans une veine plus surréaliste que sociale, teintée d'humour noir, la bêtise, la méchanceté et la tartuferie des bien-pensants. Selon les propres termes de Nelly Kaplan, 

« [c'est] l'histoire d'une sorcière des temps modernes qui n'est pas brûlée par les inquisiteurs, car c'est elle qui les brûle. »

D'après les médiocres notables du village, quand Marie et sa mère sont arrivées à Tellier, nomades et sans papiers, elles y ont été généreusement accueillies et adoptées. En fait, ceux-ci les exploitent pour les travaux les plus pénibles, allant jusqu'à exercer sur elles un droit de cuissage, y compris la riche fermière lesbienne Irène.
Un jour, la mère de Marie se fait « écrabouiller » par un chauffard. Après avoir porté la morte dans la cabane misérable où elle vivait avec sa fille, l'adjoint M. Le Duc, le pharmacien M. Paul, le garde-champêtre Duvalier, discutent sur son cadavre encore chaud, pour conclure qu'ils déclareront le décès comme « mort naturelle ». Aucun d'eux ne veut d'une enquête de la gendarmerie, qui risquerait de révéler les conditions inhumaines dans lesquelles tout Tellier maintenait les deux femmes. C'en est trop pour Marie, qui pour la première fois se rebelle.
Face au harcèlement des mâles du village et au meurtre de son bouc noir, elle décide de se venger. Dorénavant, elle se prostitue pour 30 francs la passe. Incapables de résister à ses charmes, victimes du chantage de Marie, qui menace de tout révéler à leurs épouses s'ils ne crachent pas au bassinet, les villageois sont contraints de payer… Et elle les humilie en accordant gratuitement ses faveurs au projectionniste ambulant André, ou à l'ouvrier agricole espagnol Jesus, alors qu'elle se refuse à Gaston Duvalier qui lui propose le mariage. Tenant la dragée haute à ceux qui l'avaient opprimée, Marie amasse à leurs dépens une petite fortune, pour s'offrir des objets modernes et frivoles, qui ne lui servent à rien sinon à narguer le village.
Ultime vengeance, elle finit par diffuser en pleine messe les confidences et médisances qu'elle a recueillies sur l'oreiller grâce à un magnétophone : l'hypocrisie et la mesquinerie des respectables paroissiens, et même celles du curé, apparaissent enfin au grand jour. Fous furieux, ils se ruent vers la cabane de Marie, mais arrivent trop tard : elle l'a incendiée avant de s'enfuir. Ils ne peuvent plus que saccager aveuglément son bric-à-brac, payé par leur argent.
Sans bagage et les pieds nus, Marie prend la route de la liberté sur fond de campagne printanière.

## Fiche technique
- Titre original : La Fiancée du pirate
- Scénario : Nelly Kaplan, Claude Makovski
- Adaptation : Nelly Kaplan, Claude Makovski, Jacques Serguine, Michel Fabre
- Dialogues: Nelly Kaplan, Claude Makovski
- Photographie : Jean Badal
- Son : Jacques Lebreton, Claude Jauvert
- Montage : Noëlle Boisson, Nelly Kaplan, Suzanne Lang-Willar, Gérard Pollicand[1]
- Musique : Georges Moustaki
- Affichiste : Michel Landi
- Producteur délégué : Claude Makovski
- Producteur manager : Moshé Mizrahi
- Société de production : Cythère Films (France)
- Sociétés de distribution : Cythère Films (France), Scala (France), Universal Pictures (France)
- Format : couleur (Eastmancolor) — 35 mm — 1.66:1 — mono
- Genres : comédie dramatique, satire
- Durée : 108 minutes
- Date de sortie :
  -  3 décembre 1969. La sortie du film à Paris a lieu dans deux salles : Le Marbeuf et le studio Médicis.
  -  2 mai 2018 (version restaurée)
- Classifications CNC : tous publics, Art et Essai (visa d'exploitation no 35499 délivré le 28 septembre 1989). Le département « Patrimoine » du CNC[2] précise que le film a été interdit aux moins de 18 ans lors de sa sortie en 1969 à cause de l'avertissement qui l'accompagnait : « sujet étant considéré comme libertin ». Cette mesure restrictive aurait été ramenée à une interdiction aux moins de 13 ans pour la ressortie en 1985 (aucune source). Un nouveau visa d'exploitation « tous publics » a donc été délivré en 1989.

## Distribution
- Bernadette Lafont : Marie
- Georges Géret : Gaston Duvalier, le garde champêtre
- Michel Constantin : André, le projectionniste de cinéma ambulant
- Julien Guiomar : Le Duc, l'adjoint au maire
- Jean Parédès : monsieur Paul, le pharmacien
- Francis Lax : Émile
- Claire Maurier : Irène, la fermière
- Marcel Pérès : le pépé grabataire
- Pascal Mazzotti : l'abbé Dard
- Jacques Masson : Hippolyte
- Henri Czarniak : Julien, le valet de ferme
- Jacques Marin : Félix Lechat
- Micha Bayard : Mélanie Lechat, dite « La Goulette »
- Fernand Berset : Jeanjean, vieil ami d’André et client fortuit de Marie
- Renée Duncan : Delphine
- Gilberte Géniat : Rose
- Claire Olivier : la mère de Marie
- Louis Malle : Jésus, l'ouvrier agricole espagnol
- Claude Makovski : Victor

## Production
« J'ai senti mon film comme un hommage au cinéma, et j'ai voulu que celui-ci joue un rôle capital dans l'histoire. La vision de La Comtesse aux pieds nus aide Marie à se libérer, et le cinéma lui fait découvrir que l'univers ne se limite pas à ce coin de campagne perdu, qu'il existe quelque chose ailleurs. »

— Nelly Kaplan, Les Nouvelles littéraires, 1969

### Attribution des rôles
Par sympathie pour Nelly Kaplan, le réalisateur Louis Malle fait une courte apparition dans le rôle d'un ouvrier agricole.

### Tournage
« Tellier », village où est censé se dérouler l'action, n'existe pas : en réalité, le film a été tourné à Hérouville-en-Vexin (Val-d'Oise), en partie dans le château appartenant à Michel Magne. Le nom de Tellier est une allusion à La Maison Tellier, nouvelle de Guy de Maupassant.

### Budget et distribution
Écriture du scénario, post-production, production et tournage, le budget total du film fut de 450 000 francs (soit un peu moins de 70 000 euros). Il se composait d'une avance sur recettes de 400 000 francs et d'un emprunt de 50 000 francs. Aucun distributeur n'en avait voulu, et aucun producteur ne s'était risqué à s'associer au projet. Le film fut finalement distribué par Universal, compagnie américaine.

### Musique
- Georges Moustaki est le compositeur de la BO. Elle a été éditée sur 45 tours S en 1969[4] :

1. Moi, je me balance, paroles et musique de Georges Moustaki, chanson interprétée par Barbara[5].
2. La Marche de Marie, instrumental.

- Le film fait allusion à L'Opéra de quat'sous de Bertolt Brecht et Kurt Weill, par son titre et par la chanson interprétée par Barbara (Moi, je me balance) qu'on y entend à plusieurs reprises. En effet, La Fiancée du pirate et La Chanson de Barbara (ou Chant de Barbara) sont les titres de deux chansons de L'Opéra de quat'sous. Cependant, la scène où André parle de la pièce de Brecht à Marie a été supprimée[6].

## Analyse
La moralité du film est complexe et multiple : libertine et libertaire en même temps, politique en filigrane, lorsqu'on y aperçoit par exemple, placardée sur la porte de la cabane de Marie, une affiche revendiquant la contraception expliquée à tous, ou bien lorsque Marie encourage le valet Julien à ne plus se laisser faire par Irène, la fermière pingre et brutale qui l'exploite et le paye à coups de trique ; elle est aussi poétique : tout le bric-à-brac coloré que Marie entasse au fur et à mesure qu'elle gagne de l'argent ne lui sert strictement à rien. Il n'y a ni électricité ni confort dans sa cabane, et les ampoules, casque séchoir-à-cheveux, machine à coudre, téléphone et tutti quanti, arrangés par Marie, complétés de collages et dessins qui tiennent du cadavre exquis, finissent par former de magnifiques sculptures d'art brut.

## Réception critique
- « Marie, c'est Bernadette Lafont. En fille insoumise, en vamp pétroleuse, en Antigone de la bouse de vache, elle est du tonnerre de Belzébuth. Quel œil ! Ça pétille jusque dans les coins, et quel sourire ! Réservoir des sens et championne du mauvais esprit, elle ravage tous les plans. […] La Fiancée du pirate est un des très rares films français vraiment satirique, vraiment drôle[8]. »
- « Ce film féroce et ravageur ne pourra choquer que les imbéciles car c'est, au fond, une belle histoire d'amour[9]. »
- « Ce premier grand film de Nelly Kaplan est saccageur et insolent. […] Il réjouira le public tout simple par sa truculence et plaira aux subtils, aux raffinés pour ses références et sa contestation[10]. »
- « Nelly Kaplan s'attaque à la xénophobie, à l'hypocrisie, à l'injustice. Ce film où nous rions de si bon cœur est plus grave que nous ne pensions. Guignol aux champs, soit. Mais qui jouerait du Maupassant corrigé par Lautréamont[11]. »
- « Ce n'est pas tous les jours ni même tous les mois, qu'un film exalte ainsi, d'aussi provocante et saine façon, des valeurs qui nous sont chères et essentielles comme la révolte, la liberté, la vie, le cinéma - ou, du moins, un certain cinéma : le bon, celui qui ne mystifie pas et n'aliène pas[12]. »
- « Un film pour Buñuel, mais réalisé par une femme. C'est dire que les coups de bélier (il y en a dans le film) sont remplacés par des coups de griffe. Mais il reste suffisamment de cruauté pour enthousiasmer les uns et indigner les autres. Il y a surtout une œuvre pleine de sève qui tranche heureusement sur la production courante[13]. »
- « L'intelligence de Nelly Kaplan c'est d'avoir réussi à la fois un film d'auteur et un film pour grand public, sans jamais frôler la vulgarité et en donnant à la moindre banalité une poésie indicible[14]. »
- « Marie, magnifiquement interprétée par Bernadette Lafont, tire les ficelles de marionnettes qui représentent un ordre social hypocrite. À la belle fille libre et amorale s'opposent les caricatures d'un monde lâche, médiocre et pudibond. […] Une comédie jubilatoire aux confins du surréalisme[15]. »
- « Il s'agit d'une satire impitoyable contre la population mâle de tout un village. […] Réalisé par un cinéphile et une femme cultivée, le film évoque à la fois Stroheim, les sensualistes. Buñuel et Maupassant. Malgré ses défauts et ses outrances, il a un ton personnel[16]. »
- « Porte-drapeau d'une révolte contre l'ordre établi et l'hypocrisie des conventions bourgeoises, Marie incarne un érotisme (audacieux alors) qui est le ferment d'une allègre anarchie. Les notables, remarquablement croqués par des « seconds rôles » bien choisis, sont les bêtes noires de cette fable ironique et salubrement impertinente[17]. »